# Ранци
Ранци, Франци или Франгоч (грч. Ερμακιά, Ермакија) је насељено место у општини Еордеја у периферији Западна Македонија, Грчка. Према попису из 2021. године било је 293 становника.
Према бугарском географу и историчару, Василу Канчову, у Ранцима је 1900. године живело 600 Словена хришћана и 80 Турака. Македонски историчар Тодор Симовски, 1998. године наводи да су Ранци словенско насеље.